# Sen dansar vi ut
Sen dansar vi ut är ett studioalbum av den svenska proggruppen Arbete & fritid, utgivet på skivbolaget Hurv 1977 (skivnummer Hurv KLP3/KRCD-0103/0203). Skivan utgavs som en dubbel-LP och som dubbel-CD 2003.

## Låtlista

### LP-versionen
A
1. "Två springare" – 4:50
2. "Vals" – 3:40
3. "Travare" – 3:35
4. "Sånglåt" – 3:10
5. "Travare" – 4:25
6. "Vals" – 2:40

B
1. "Två valser" – 4:00
2. "Gångare" – 3:10
3. "Fritt spel och tre gångare" – 14:25

C
1. "Gångare" – 3:15
2. "Springare och gångare" – 5:05
3. "Två gångare" – 5:40
4. "Springare" – 5:30

D
1. "Två springare" – 4:10
2. "Två springare" – 2:10
3. "Två springare" – 3:10
4. "Två springare" – 7:55
5. "Vals" – 2:35

## Medverkande
- Kalle Almlöf – fiol
- Mats Hellberg – trummor, slagverk
- Ove Karlsson – cello, sång
- Roland Keijser – sopransaxofon, tenorsaxofon, tin whistle
- Anders Rosén – fiol med resonanssträngar
- Kjell Westling – sopraninosaxofon, basklarinett, kornett, tvärflöjt

### Fotnoter
1. ↑  ”Sen dansar vi ut”. Discogs.com. http://www.discogs.com/Arbete-Och-Fritid--Sen-Dansar-Vi-Ut/release/2305956. Läst 5 september 2012.